# Mouvement National Républicain
Mouvement National Républicain (MNR) är ett högerextremt politiskt parti i Frankrike. Partiet grundades som en utbrytning ur Front National av Bruno Mégret, tidigare Jean-Marie Le Pens närmaste man, och är ett parti med nationalistiskt program.